# Língua franca

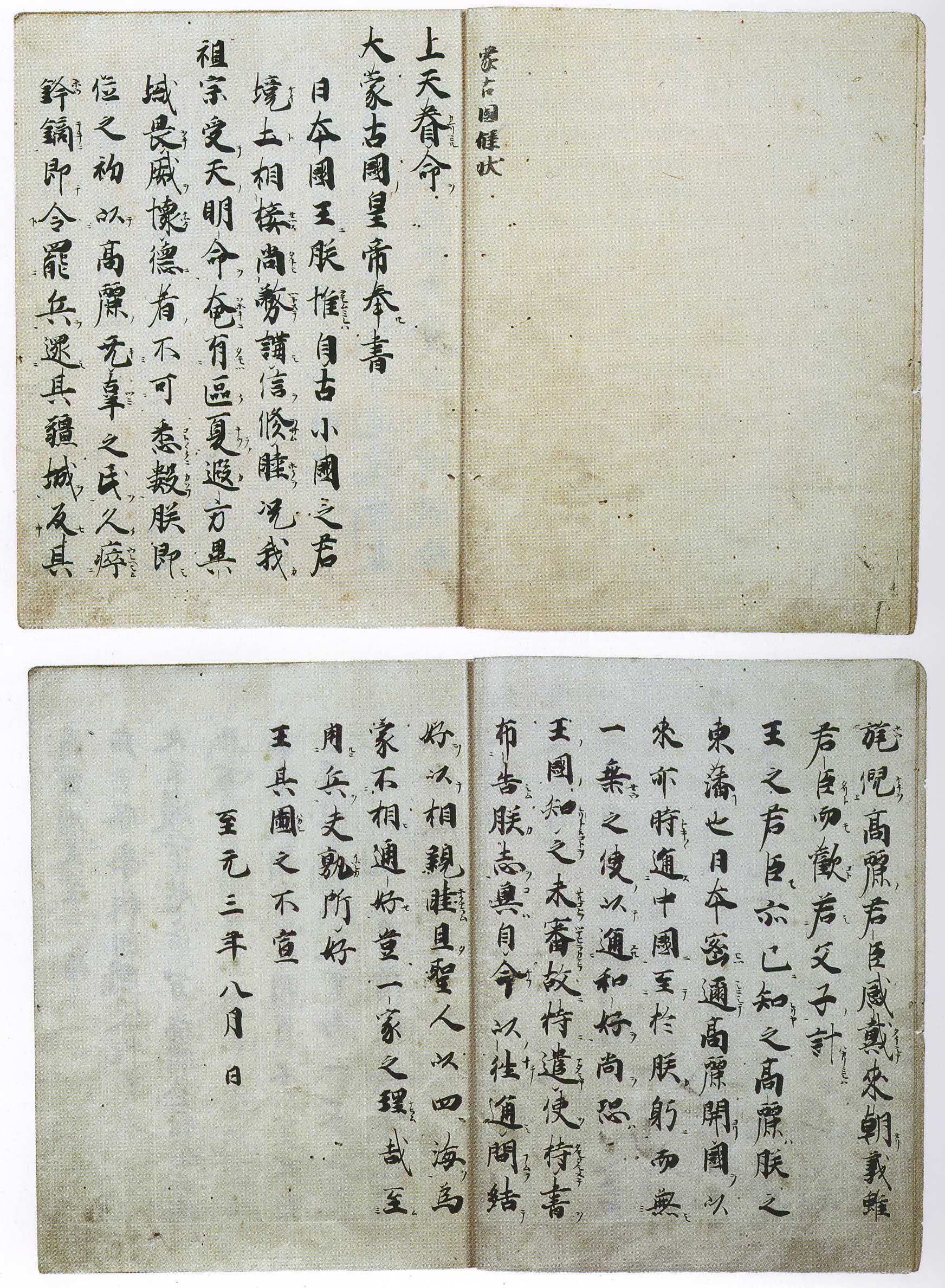
Um papel com uma escrita antiga.

Língua franca ou língua de contato é a língua que um grupo multilíngue de seres humanos intencionalmente adota ou desenvolve para que todos consigam sistematicamente comunicar-se uns com os outros. Essa língua é geralmente diferente de todas as línguas naturais faladas pelos membros do grupo.
Línguas francas têm surgido ao longo da história humana, às vezes por razões comerciais, às vezes por razões de conveniência diplomática ou administrativa e recurso que possibilite o intercâmbio de informações entre cientistas e outros estudiosos de diferentes nacionalidades. A palavra língua aqui não deve, contudo, ser interpretada como necessariamente uma língua natural (conceito estrito), mas sim como qualquer linguagem (enquanto sistema de comunicação baseado em signos). Em outras palavras: uma língua franca pode ou ser uma língua natural ou uma língua artificial, e em ambos os casos ela pode ou não ser formal, ou seja, pode ou não possuir uma gramática, um conjunto predefinido de regras etc.

## Histórico
Na Idade Antiga, a primeira língua franca a se desenvolver foi a língua acadiana que foi o elo de comunicação comercial no Crescente Fértil, principalmente entre a Mesopotâmia e o Egito. Depois, após a queda da Babilônia, o Império Medo-Persa adotou a língua aramaica e esta durou até o período de influência dos reinos gregos instalados no Oriente a partir do século III a.C. Durante o Império Romano, a língua grega foi a língua franca do oriente e o latim foi a língua franca do ocidente. Essas línguas mantiveram esse status por cerca de um milênio.
Na maior parte da Ásia, África e partes da Oceania e Europa, o árabe foi língua franca desde o século VII, sendo utilizado até hoje desde as Filipinas até o Senegal.
Posteriormente, uma língua franca usada na região do mar Mediterrâneo do século XIV (ou mesmo antes) até a atualidade era conhecida pelos marinheiros mediterrâneos, inclusive portugueses.
O português serviu de língua franca na África e Ásia dos séculos XV e XVI. Quando os portugueses começaram a explorar os mares da África, Américas, Ásia e Oceania, tentaram comunicar-se com os nativos misturando uma versão da língua franca (influenciada pelo português) com as línguas locais. Quando navios ingleses e franceses chegaram para competir com os portugueses, as tripulações buscaram aprender esse português truncado. Através de sucessivas mudanças ao longo do tempo, a língua franca, junto com o vocabulário português, foi substituída pela língua dos povos em questão.
Posteriormente, o francês passou a servir como língua franca e se tornou a língua da diplomacia, na Europa, a partir do século XVII. Ainda hoje é a língua de trabalho de instituições internacionais, usada em vários documentos, desde passaportes até formulários do correio aéreo.
O alemão serviu de língua franca em grande parte da Europa, durante os séculos XIX e XX, especialmente em negócios.
Do final do século XVII ao século XIX, a língua geral foi a língua franca falada no Brasil.

## Distribuição geográfica
- O inglês é a língua franca contemporânea, sendo bastante usada pelo Ocidente no mundo dos negócios internacionais e para a atividade diplomática.
- O chinês mandarim exerce a função de prover uma língua comum entre os chineses, a despeito dos diversos dialetos que eles usam e que são ininteligíveis entre si.
- Na Alemanha, o Hochdeutsch (também chamado de Standarddeutsch) é o idioma utilizado quando falantes de diferentes dialetos precisam de comunicar entre si.
- O árabe, falado por aproximadamente 370 milhões de pessoas[6] ao redor do mundo, é ainda muito utilizado no comércio.
- Em outras regiões do mundo, outras línguas exercem papel de línguas francas:
- Na Índia e no Paquistão são usados o hindi, urdu e inglês.
- Nas regiões da antiga União Soviética é muito usado o russo.
- No sudeste asiático é usado o malaio e o inglês.
- Em algumas ilhas do oceano Pacífico é usado bislama, mas também são usados o francês e o inglês.
- Na África oriental é usado o swahili.